# Кобаяси, Такаси
Такаси Кобаяси (яп. 小林 孝至 Кобаяси Такаси, род. 17 мая 1963 года в Усику, Япония) — японский борец вольного стиля, чемпион Олимпийских игр, призёр чемпионатов мира и Азии, чемпион Азиатских игр 

## Биография
Начал заниматься борьбой в средней школе, продолжил в университете Нихон. Дважды подряд становился чемпионом Японии. В 1982 году победил на Азиатских играх. В 1983 году был вторым на чемпионате Азии и бронзовым призёром на летней Спартакиаде народов СССР, куда были приглашены и борцы Японии. На Олимпийские игры 1984 года не поехал, уступив в отборочных соревнованиях Такаси Ириэ.
На Летних Олимпийских играх 1988 года в Сеуле боролся в категории до 48 килограммов (1-й наилегчайший вес). Участники турнира, числом в 17 человек в категории, были разделены на две группы. Когда в каждой группе определялись четыре борца с наибольшими баллами (борьба проходила по системе с выбыванием после двух поражений), они разыгрывали между собой места в турнире. Победители групп встречались в схватке за первое-второе места, занявшие второе место — за третье-четвёртое места и так далее. 
Такаси Кобаяси победил во всех схватках и стал олимпийским чемпионом.
| Круг  | Соперник             | Страна                    | Результат | Основание                                 | Время схватки |
| ----- | -------------------- | ------------------------- | --------- | ----------------------------------------- | ------------- |
| 1     | Ли Сон Хо            | Республика Корея          | Победа    | Травма соперника (4 балла)                | 0:44          |
| 2     | Тим Ванни            | Соединённые Штаты Америки | Победа    | Туше (4 балла)                            | 1:48          |
| 3     | Нассер Зейналния     | Иран                      | Победа    | Туше (4 балла)                            | 3:23          |
| 4     | Мохаммед Эль-Мессути | Сирия                     | Победа    | 15-0 (за явным преимуществом) (3,5 балла) | 3:21          |
| 5     | -                    | -                         | -         | -                                         |               |
| 6     | Ильяс Шукюроглу      | Турция                    | Победа    | 6-5 (3 балла)                             | 6:00          |
| Финал | Иван Цонов           | Болгария                  | Победа    | 16:4                                      | 6:00          |

Потерял свою золотую медаль 28 октября 1988 года на станции метро в Токио. Через три дня медаль была возвращена. Этот эпизод стал весьма интересен для средств массовой информации, и на некоторое время Такаси Кобаяси стал звездой экрана.
В 1990 году был третьим на чемпионате мира. В 1991 году оставил борьбу и некоторое время выступал в смешанных единоборствах, затем выступал на тех же соревнованиях в качестве судьи.
Окончил отделение физической культуры в Университете Нихон. В 2001 году стал совладельцем компании Pacific Voice Tokyo, которая занимается производством телевизионных программ, продвижением артистов, организацией спортивных и культурных мероприятий; в настоящее время является менеджером спортивных и культурных проектов . Основной бизнес-проект Такаси Кобаяси — это принадлежащий ему массажный салон в Васэде .
На настоящий момент является также вице-президентом по связям с общественностью Всеяпонской федерации борьбы.